# أحمد الباشا
أحمد الباشا محمد آدم (2 يناير 1982) لاعب كرة قدم دولي سوداني سابق في مركز الظهير الأيمن من 2016 كما يجيد اللعب في مركزي قلب الدفاع والوسط المدافع.

## الإنجازات

### المريخ
- الدوري السوداني الممتاز (4): 2008، 2011، 2013، 2015.
- كأس السودان (6): 2008، 2008، 2010، 2012، 2013، 2014، 2015
- كأس سيكافا للأندية (1): 2014